# Viaduc Rago
Le viaduc Rago (en italien viadotto Rago) est un pont autoroutier de l'autostrada del Mediterraneo (A2) situé à proximité de Morano Calabro, dans le nord de la province de Cosenza, en Calabre (Italie).
À sa mise en service, c'était le tablier rigide possédant les plus hautes piles au monde (150 mètres), avant qu'en 1979 le record soit battu par le viaduc de Kochertal (178 mètres).

## Description
Le viaduc Rago a été construit entre 1968 et 1974 pour le compte de l'ANAS d'après le projet de Fabrizio de Miranda, Piero Moroli et Antonio Maffey. Ayant une structure parallèle mais de différentes altitudes, l'ouvrage comporte un sens de circulation de deux voies chacun, limitées par de hautes glissières de sécurité, sans bande d'arrêt d'urgence. Les structures ne sont reliées que par les fondations des piliers et des dalles de béton dans la partie inférieure des plus hauts piliers.
Étant l'un des plus hauts ponts de la célèbre autoroute méditerranéenne, le viaduc a été construit dans un style italien unique avec un plan de montage personnalisé conçu pour réunir les pièces comme un puzzle géant. Situés à quelques kilomètres au sud du plus grand viaduc d'Italie, les deux ponts sont très similaires, avec de grandes poutres en caisson d’acier enjambant des piliers de plus de 140 mètres de hauteur.
Ce viaduc long de 400 m comporte 5 travées et 4 piles en béton armé, dont la hauteur atteint 150 m (selon d'autres Informations, jusqu'à 147 m de haut). Les trois travées centrales ont respectivement des portées de 84,5 + 122 + 84,5 m. La travée principale mesure 171 mètres de long et est divisée en 15 caissons. Initialement assemblés à la base des piles, les pièces de la portée centrale étaient placées l'une à côté de l'autre sur deux rangées (un tronçon de 6 caissons et un autre de 3 caissons). Une fois assemblées, le plus long caisson était partiellement soulevé à un angle incliné tandis que l'autre tronçon était par la suite relié à la poutre inclinée par une charnière. Relevés ensemble jusqu'à ce que les deux moitiés soient droites afin d'y être fixé, le tronçon 9 caissons était ensuite soulevé jusqu'au sommet des piles. Les caissons restants fixés sur les piles ont été soulevés individuellement par une grue.
Dans le cadre de la rénovation de l’autoroute A2 imposé par l'Union européenne, les voies et les tunnels ont été élargis devant et derrière le pont, le viaduc Rago bénéficiant d'une réhabilitation et d'une nouvelle surface asphaltée.
À sa mise en service, c'était le tablier rigide possédant les plus hautes piles au monde, devançant l'Europabrücke et ses 146,5 m. Cependant, le record est battu en 1979 par le viaduc de Kochertal et ses 178 m.
Avec ses 5 ponts d’une hauteur libre de plus de 145 mètres (Rago, Italia, Sfalassà, Favazzina et Stupino), l’A2 possède le plus grand nombre de ponts de grande hauteur derrière la section chinoise Yichang-Xian de Zhong, avec un nombre impressionnant de 10 ponts d’une hauteur de plus de 145 mètres.